# Episodi di Scandal (quinta stagione)
La quinta stagione della serie televisiva Scandal è stata trasmessa in prima visione negli Stati Uniti d'America per la prima volta dall'emittente ABC dal 24 settembre 2015 al 12 maggio 2016.
In Italia è andata in onda in prima visione sul canale satellitare Fox Life dall'11 gennaio al 19 luglio 2016.
| n° | Titolo originale                        | Titolo italiano                                   | Prima TV USA      | Prima TV Italia  |
| -- | --------------------------------------- | ------------------------------------------------- | ----------------- | ---------------- |
| 1  | Heavy is the Head                       | Una corona pesante                                | 24 settembre 2015 | 11 gennaio 2016  |
| 2  | Yes                                     | Sì                                                | 1º ottobre 2015   | 18 gennaio 2016  |
| 3  | Paris is Burning                        | Parigi brucia                                     | 8 ottobre 2015    | 25 gennaio 2016  |
| 4  | Dog-Whistle Politics                    | La politica del fischietto                        | 15 ottobre 2015   | 1º febbraio 2016 |
| 5  | You Got Served                          | L'anello                                          | 22 ottobre 2015   | 8 febbraio 2016  |
| 6  | Get Out of Jail, Free                   | Esci gratis di prigione                           | 29 ottobre 2015   | 15 febbraio 2016 |
| 7  | Even the Devil Deserves a Second Chance | Persino il diavolo merita una seconda possibilità | 5 novembre 2015   | 22 febbraio 2016 |
| 8  | Rasputin                                | Rasputin                                          | 12 novembre 2015  | 29 febbraio 2016 |
| 9  | Baby, It's Cold Outside                 | Quando fuori fa freddo                            | 19 novembre 2015  | 7 marzo 2016     |
| 10 | It's Hard Out Here for a General        | È dura qua fuori per un generale                  | 11 febbraio 2016  | 17 maggio 2016   |
| 11 | The Candidate                           | Il candidato                                      | 18 febbraio 2016  | 24 maggio 2016   |
| 12 | Wild Card                               | Nuove alleanze                                    | 25 febbraio 2016  | 31 maggio 2016   |
| 13 | The Fish Rots from the Head             | Il pesce puzza dalla testa                        | 10 marzo 2016     | 7 giugno 2016    |
| 14 | I See You                               | Ti vedo                                           | 17 marzo 2016     | 14 giugno 2016   |
| 15 | Pencil's Down                           | Tempo scaduto                                     | 24 marzo 2016     | 21 giugno 2016   |
| 16 | The Miseducation of Susan Ross          | Le bugie di Susan Ross                            | 31 marzo 2016     | 28 giugno 2016   |
| 17 | Thwack!                                 | Bentornata!                                       | 7 aprile 2016     | 5 luglio 2016    |
| 18 | Till Death Do Us Part                   | Finché morte non ci separi                        | 21 aprile 2016    | 12 luglio 2016   |
| 19 | Buckle Up                               | Allaccia le cinture                               | 28 aprile 2016    | 12 luglio 2016   |
| 20 | Trump Card                              | Asso nella manica                                 | 5 maggio 2016     | 19 luglio 2016   |
| 21 | That's My Girl                          | Ecco mia figlia                                   | 12 maggio 2016    | 19 luglio 2016   |

## Una corona pesante
- Titolo originale: Heavy is Head
- Diretto da: Tom Verica
- Scritto da: Shonda Rhimes

### Trama
La principessa di Caledonia in visita negli Usa viene uccisa e i paparazzi hanno fatto diverse foto. L'auto su cui viaggiava è stata manomessa dalla regina e suocera per uccidere lei e il suo bodyguard e amante, infatti era incinta.
Olivia e Fitz riprendono la loro relazione mentre Mellie è cacciata dalla casa Bianca, e Fitz le chiede il divorzio.

## Sì
- Titolo originale: Yes
- Diretto da: Tony Goldwyn
- Scritto da: Heather Mitchell

### Trama
La relazione tra Olivia e Fitz esce allo scoperto in tv. Abby non riesce a tenere a bada la stampa alla Casa Bianca. Si scopre che è Elizabeth North ha passato le foto alla stampa e non Mellie come si pensava. Fitz decide di negare la relazione per amore di Liv.
Olivia ha un nuovo caso: un ricco parricida fuori su cauzione è scomparso.

## Parigi brucia
- Titolo originale: Paris is Burning
- Diretto da: Jann Turner
- Scritto da: Matt Byrne

### Trama
Mellie vuole trattare con Fitz per farle fare un'intervista: deve sostenerlo nella campagna, Liv non deve vedere i figli della coppia e devono fare una vita discreta. Abby decide che il miglior modo di salvare la situazione è dipingere Liv come un'arrivista.

## La politica del fischietto
- Titolo originale: Dog-Whistle Politics
- Diretto da: Zetna Fuentes
- Scritto da: Mark Fish

### Trama
Jake incontra Rowen in carcere perché si è accorto che ruba i quadri al Louvre e li rivende bruciandoli. I gladiatori vogliono Marcus come nuovo membro del team. Fitz è ricattato dalla sua base: per non avanzare l'impeachment deve ritirare la legge Brandon.

## L'anello
- Titolo originale: You Got Served
- Diretto da: Kevin Bray
- Scritto da: Zahir McGhee

### Trama
Fitz deve rispondere alle Camere per la sua relazione con Liv. Leo viene assunto come fixer.

## Esci gratis di prigione
- Titolo originale: Get Out of Jail, Free
- Diretto da: Chandra Wilson
- Scritto da: Chris Van Dusen

### Trama
Mellie viene incastrata dalla commissione del Senato. Cyrus suggerisce a Liv e Fitz di sposarsi per limitare il danno. Rowen cerca di scappare, ma viene ferito perché una killer lo vuole uccide. Riesce a uscire di prigione aiutato da Mellie che si serve di lui per ricattare la commissione al Senato.

## Persino il diavolo merita una seconda possibilità
- Titolo originale: Even the Devil Deserves a Second Chance
- Diretto da: Oliver Bokelberg
- Scritto da: Raamla Mohamed

### Trama
Una cliente accusa uno scrittore che è stato premiato con la medaglia presidenziale di stupro. Si scopre che le stuprava stordendole con un farmaco. Elizabeth North e Rosen hanno un rapporto sessuale.

## Rasputin
- Titolo originale: Rasputin
- Diretto da: Jonh Terlesky
- Scritto da:Paul William Davies

### Trama
Mentre è in corso la firma di un accordo sul disarmo nucleare con uno stato del Medioriente, Liv trova un cliente proprio nel traduttore che vuole restare negli Usa dando un'informazione segreta.
Rowen confida a sua figlia che teme che un nuovo gruppo lo voglia uccidere. Liv è incarcerata per l'aiuto all'evasione di suo padre. Fitz fa trasferire tutti gli oggetti di Liv alla Casa Bianca.

## Quando fuori fa freddo
- Titolo originale: Baby, It's Cold Outside
- Diretto da: Tom Verica
- Scritto da: Mark Wilding

### Trama
Mellie decide di farsi valere in Senato in una legge in favore delle donne e sceglie di fare ostruzionismo a oltranza per diverse ore aiutata dalla vicepresidente. Liv sembra trovarsi a suo agio nel ruolo di First Lady mentre sceglie le decorazioni natalizie, ma in realtà ne risente e ritorna nella sua casa. Rosen e la vicepresidente si scambiano dei regali di Natale.

## È dura qua fuori per un generale
- Titolo originale: It's Hard Out Here for a General
- Diretto da: Tom Verica
- Scritto da: Sevariano Canales

### Trama
Il capo dell'Nsa è vittima di un rootkit e hanno carpito migliaia di file di un progetto segreto: progetto Mercury. Secondo il team la possibile spia che è entrata in casa è il nuovo compagno del capo dell'agenzia. Si scopre che non era lui, ma è stato ammazzato da Jake che è diventato il nuovo capo dell'NSA. Mellie ha scritto la sua autobiografia per raccontare tutta la sua vita e spianarsi l'elezione a Presidente e vuole Liv come capo della sua campagna. Fitz elegge Abby come sua consigliera e la contatta per ogni evenienza stressandola.

## Il candidato
- Titolo originale: The Candidate
- Diretto da: Allison Liddi-Brown
- Scritto da: Alison Schapker

### Trama
Mellie riscrive parte del suo libro per entrare meglio nel cuore degli americani, ma deve affrontare l'argomento più importante: come ha vissuto il fatto che sua marito avesse un'amante. Elizabeth North vuole che la vicepresidente si candidi alla presidenza e chiede a Rosen di aiutarla. Fitz chiede di uscire a una giornalista che lo vuole intervistare.

## Nuove alleanze
- Titolo originale: Wild Card
- Diretto da: Allison Liddi-Brown e Tom Verica
- Scritto da: Mark Fish

### Trama
Fitz inizia una relazione con una giornalista e Abby non sa come gestire la situazione. Susan Ross fa i suoi primi comizi per la presidenza e vanno bene e ha un rapporto con David. Cyrus e Tom ordiscono un piano per far passare da eroe un senatore: convincono un uomo a fare una sparatoria.

## Il pesce puzza dalla testa
- Titolo originale: The Fish Rots from the Head
- Diretto da: Sharat Raju
- Scritto da: Heather Mitchell

### Trama
Il capo del Secret Service ha dato una festa per la fine dell'anno in un albergo dove è morta una escort per overdose. Si scopre che è stata uccisa colpendola e inettandole il doppio di una dose letale di eroina. Jake esce con una nuova donna: un noto avvocato e decide di sposarla. Cyrus racconta di quando a 17 anni ed hanno investito suo fratello ed è rimasto paralizzato: per far onore alla sua promessa studia ad Harvard e sarebbe voluto diventare Presidente questo serve per convincere Francisco Vargas a correre come presidente. La storia è inventata, ma Vargas decide nonostante la figlia malata di cancro di mettersi in gioco e assegna a Cyrus la sua campagna.

## Ti vedo
- Titolo originale: I See You
- Diretto da: Paris Barclay
- Scritto da: Matt Byrne

### Trama
Olivia decide di mettere delle telecamere in casa di Jake per spiarlo. Mellie si incontra con Doyle che vuole una stretta alle rinnovabili, ma decide di fregarla e le ruba le idee. Huck scopre che la sua ex ha un nuovo compagno e pensa che fosse un suo vecchio nemico; si rende conto che così non è e l'uomo ama la moglie e il figlio: decide così di non sorvegliarli più. Abby pensa che Cyrus si occupi della campagna dell'avversario e vuole prove quando le ottiene lo dice al presidente e si candida per il ruolo di capo dello staff. Fitz licenzia Cyrus e Abby prende il suo posto.

## Tempo scaduto
- Titolo originale: Pencil's Down
- Diretto da: Regina King
- Scritto da: Chris Van Dusen

### Trama
Si sta preparando il dibattito Repubblicano tra Mellie, Doyle e la vicepresidente. Ognuno si prepara in modo diverso: Mellie con Liv per ammorbidire la sua figura; Doyle puntando sulle armi; Ross con Fitz. Ross scopre inoltre che Rosen ha 2 relazioni. Il fratello di Vargas le prova tutte per favorire il fratello. Mellie combina una gaffe al burger dove mangia per sembrare una cittadina comune. Edison si candida come democratico, ma la sua campagna è finanziata da Rowen. Rosen decide di mollare Elizabeth per stare con Susan, ma Susan poco dopo lo molla.

## Le bugie di Susan Ross
- Titolo originale: The Miseducation of Susan Ross
- Diretto da: Scott Foley
- Scritto da: Raamla Mohamed

### Trama
Susan Ross spiega come è morto il marito in Afghanistan mentre proteggeva un oleodotto americano. Si scopre che non è suo marito e non è nemmeno il padre della figlia; il vero padre è in carcere per droga. Liv pensa di usare la notizia, ma lui si suicida. Cyrus riconquista il suo posto quando la notizia dell'abuso di farmaci di Edison viene smentito dalla direttrice della clinica, pagata da Rowen.

## Bentornata!
- Titolo originale: Thwack!
- Diretto da: Tony Goldwyn
- Scritto da: Zahir McGhee

### Trama
Andrew Nichols, che ha ripreso a parlare dopo un ictus, vuole parlare con la stampa per screditare Fitz e Liv. Fitz decide di sacrificarsi e dire che l'attacco all'Angola è stato fatto per l'opionione pubblica e non per salvare Liv. Liv incontra Andrew e quando lui la accusa di essere una prostituta inutile lei lo ammazza con una sedia. Mellie chiede la guida spirituale del cardinale Suarez. Il fratello di Vargas si reca dal marito di Cyrus con le prove della relazione tra lui e Tom.

## Finché morte non ci separi
- Titolo originale: Till Death Do Us Part
- Diretto da: Steph Green
- Scritto da: Paul William Davies

### Trama
Liv scopre che Jake ha anticipato il matrimonio e si sposerà la settimana dopo. Ha diversi flashback su come è entrato al B613. Il piano di Rowen è far diventare Jake il prossimo vicepresidente degli Stati Uniti. Jake non vuole più sposare Vanessa e pensa di lasciarla all'altare. Rowen capisce questo piano e minaccia Liv di ammazzarlo se non gli fa cambiare idea.

## Allaccia le cinture
- Titolo originale: Buckle Up
- Diretto da: Oliver Bokelberg
- Scritto da: Michelle Lirtzman

### Trama
Le battute finali della campagna sono in Florida. Ci sarà una cena con tutti e 3 i candidati e la governatrice dello stato per avere il suo appoggio. Abby per sabotare la campagna blocca l'Air Force One e quindi non può partire l'aereo con Mellie. La governatrice dice a Rosen che vorrebbe sostenere Mellie più simile a lei, ma potrebbe cambiare idea in cambio di un insabbiamento. Mellie e Fitz si incontrano in pista di decollo e parlano di Liv. La governatrice sceglie di dare il suo appoggio a Susan mentre esce fuori la notizia del cancro della figlia di Vargas.

## Asso nella manica
- Titolo originale: Trump Card
- Diretto da: Jann Turner
- Scritto da: Sevariano Canales e Jess Brownell

### Trama
Mellie e Susan stringono un'alleanza per far fuori Doyle che ha vinto in Florida. Rosen chiede a Ross di sposarla. Rowen suggerisce a Edison di prendere come vicepresidente Jake Ballard. Doyle mette in palio la vicepresidenza a chi tra le due donne termina la campagna e si unisce a lui. Per eliminarlo dalla campagna Liv lo filma mentre dice che lui in realtà non è un razzista e gli fanno schifo i rozzi bifolchi. Mellie e Ross si ritrovano assieme alle squadre per confrontare i punti deboli. Si scopre che Mellie ha visto 12 volte un sensitivo mentre Rosen ha insabbiato una vicenda giudiziaria per favorire Ross. Ross decide di ritirarsi dalla corsa e di mollare David perché non crede in lei. Anche Edison si ritira perché capisce che anche se diventasse presidente sarebbe un burattino di Rowen. Abby scopre che Liv ha abortito il figlio di Fitz, ma lui ancora non lo sa.

## Ecco mia figlia
- Titolo originale: That's My Girl
- Diretto da: Tom Verica
- Scritto da: Shonda Rhimes e Mark Wilding

### Trama
Cyrus offre la vicepresidenza a Rosen. Mellie sta cercando un vicepresidente: trova un politico, ma all'università era uno spacciatore di coca per pagare il prestito studentesco. Jake chiede aiuto a Liv mentre uccide suo suocero per permettere alla moglie di intascare 500 milioni di eredità. Rowen incontra Cyrus per la vicepresidenza: vuole Jake Ballard. Liv per aiutarlo offre la vipresidenza a Jake Ballard. Micheal ha portato via la figlia di Cyrus e Tom, con cui ora ha una relazione, vuole andare a riprendersela. Cyrus molla Tom perché vuole riprendersi suo marito e candidarsi come vicepresidente. Jake ha un ripensamento, ma Liv lo convince a restare il candidato vicepresidente. 